# ميلان يوفانوفيتش (مصور)
ميلان يوفانوفيتش (بالصربية: Милан Јовановић)‏ هو مصور صربي، ولد في 1863 في فرشاتس في صربيا، وتوفي في 1944.